# Arno Wallaard Memorial 2014
De 8e editie van de wielerwedstrijd Arno Wallaard Memorial werd gehouden op 19 april 2014. De start en finish vonden plaats in Meerkerk. De wedstrijd maakte deel uit van de UCI Europe Tour 2014, in de categorie 1.2. De winnaar van 2013 was de Nederlander Coen Vermeltfoort. Dit jaar won voor de tweede keer in de historie van de koers een buitenlander. De Zweed Edvin Wilson wist als eerste over de streep te komen.

## Deelnemende ploegen
| Continentaal            | Nationaal                      |
| ----------------------- | ------------------------------ |
| De Rijke                | Baby Dump Cyclingteam          |
| Jo Piels                | GRC Jan van Arckel             |
| KOGA                    | NWV Groningen                  |
| Metec-TKH               | TWC. Maaslandster-Zuid Limburg |
| Parkhotel Valkenburg CT | Wielerploeg de Mol             |
| An Post-Chainreaction   | WV De Jonge Renner             |
| Bike Aid-Ride for Help  |                                |
| Differdange-Losch       |                                |
| FixIT.no                |                                |
| Joker                   |                                |
| Kuota                   |                                |
| LBC-MVP                 |                                |
| Madison Genesis         |                                |
| Rietumu-Delfin          |                                |
| Riwal                   |                                |
| Start-Trigon            |                                |
| Stuttgart               |                                |
| Veranclassic-Doltcini   |                                |
| Vorarlberg              |                                |

## Uitslag
| Plaats  | Naam               | Ploeg                   | Tijd     |
| ------- | ------------------ | ----------------------- | -------- |
| Winnaar | Edvin Wilson       | Joker                   | 4u14'13" |
| 2       | Thomas Stewart     | Madison Genesis         | + 16"    |
| 3       | Umberto Atzori     | KOGA                    | z.t.     |
| 4       | Huub Duyn          | De Rijke                | z.t.     |
| 5       | Tino Thömel        | Stuttgart               | z.t.     |
| 6       | Dennis Bakker      | Metec-TKH               | z.t.     |
| 7       | Peter Schulting    | Parkhotel Valkenburg CT | z.t.     |
| 8       | Ronan van Zandbeek | De Rijke                | z.t.     |
| 9       | Jasper Ockeloen    | Parkhotel Valkenburg CT | z.t.     |
| 10      | Berden de Vries    | Jo Piels                | z.t.     |
| 11      | Wouter Mol         | Veranclassic-Doltcini   | + 19"    |
| 12      | Robbert de Greef   | KOGA                    | + 24"    |
| 13      | Wim Stroetinga     | KOGA                    | + 27"    |
| 14      | Johim Ariesen      | Metec-TKH               | z.t.     |
| 15      | Marco Zanotti      | Parkhotel Valkenburg CT | z.t.     |
| 16      | Morten Ollegaard   | Riwal                   | z.t.     |
| 17      | Joaquín Sobrino    | Differdange-Losch       | z.t.     |
| 18      | Giorgio Brambilla  | Veranclassic-Doltcini   | z.t.     |
| 19      | Alexander Krieger  | Stuttgart               | z.t.     |
| 20      | Tim Ariesen        | Jo Piels                | z.t.     |
|         |                    |                         |          |
| 31      | Kevin Suárez       | Differdange-Losch       | z.t.     |